# Ali Mohsen al-Ahmar
Ne doit pas être confondu avec Ali Mohsen.

Ali Mohsen al-Ahmar (à gauche) avec Ali Abdallah Saleh (à droite)

Ali Mohsen al-Ahmar (arabe : علي محسن الأحمر), né le 20 juin 1945 à Sanhan (en) dans le gouvernorat de Sanaa, est un général-major et homme d'État yéménite, vice-président de la république du Yémen de 2016 à 2022.
Il est le cousin éloigné d'Ali Abdallah Saleh, ancien président de la République de 1990 à 2012.

## Biographie
Sous le régime du président Saleh, il représente le courant islamiste au sein de l'armée. Il finit par lâcher le président le 20 mars 2011, pendant la révolution yéménite.
Il devient ensuite le véritable homme fort du pays jusqu'à la prise de Sanaa par les Houthis en 2014.

### Guerre civile yéménite
Revenu au Yémen en décembre 2015, al-Ahmar est ensuite nommé, le 23 février 2016, vice-commandant des Forces armées yéménites par le président de la République, Abdrabbo Mansour Hadi.
Il succède à Khaled Bahah comme vice-président du Yémen le 3 avril 2016 et prête serment le 4 avril suivant.
Il entretiendrait des relations avec l'organisation Al-Qaïda dans la péninsule arabique (AQPA).